# Vévodkyně (film)
Vévodkyně, anglicky The Duchess, je britský hraný film z roku 2008, založený na biografii anglické aristokratky Georgiany Cavendish, vévodkyně z Devonshire, která žila v 18. století. Scénář filmu byl vytvořen podle románu, který napsala Amanda Foreman. Původně film měla režírovat Susanne Bier, nakonec se této práce ujal Saul Dibb. Titulní roli ve filmu ztvárnila Keira Knightley, další postavy mj. Ralph Fiennes, Hayley Atwell a Charlotte Rampling.
Snímek získal cenu Americké akademie filmových umění a věd Oscara za nejlepší kostýmy.

## Obsazení
| Keira Knightley      | Georgiana Cavendish                       |
| Hayley Atwell        | Bess Foster                               |
| Dominic Cooper       | Charles Grey                              |
| Ralph Fiennes        | William Cavendish, 5. vévoda z Devonshire |
| Aidan McArdle        | Richard Brinsley Sheridan                 |
| Emily Jewell         | Nanny                                     |
| Charlotte Rampling   | Lady Spencer                              |
| Calvin Dean          | sluha                                     |
| Simon McBurney       | Charles James Fox                         |
| Hannah Stokely       | Maid                                      |
| Richard Syms         | Dr Neville                                |
| Richard McCabe       | Sir James Hare                            |
| Andy Armour          | majordomus Burleigh                       |
| Emily Cohen          | Harryo                                    |
| Poppy Wigglesworth   | Charlotte (ve věku 10 let)                |
| Mercy Fiennes Tiffin | Little G                                  |
| Sebastian Applewhite | Augustus                                  |
| Eva Hrela            | Charlotte (ve věku 3 let)                 |
| Bruce Mackinnon      | herec sira Petera Teazleho                |
| Georgia King         | herečka lady Teazle                       |